# Peg (support)
Pour les articles homonymes, voir PEG.

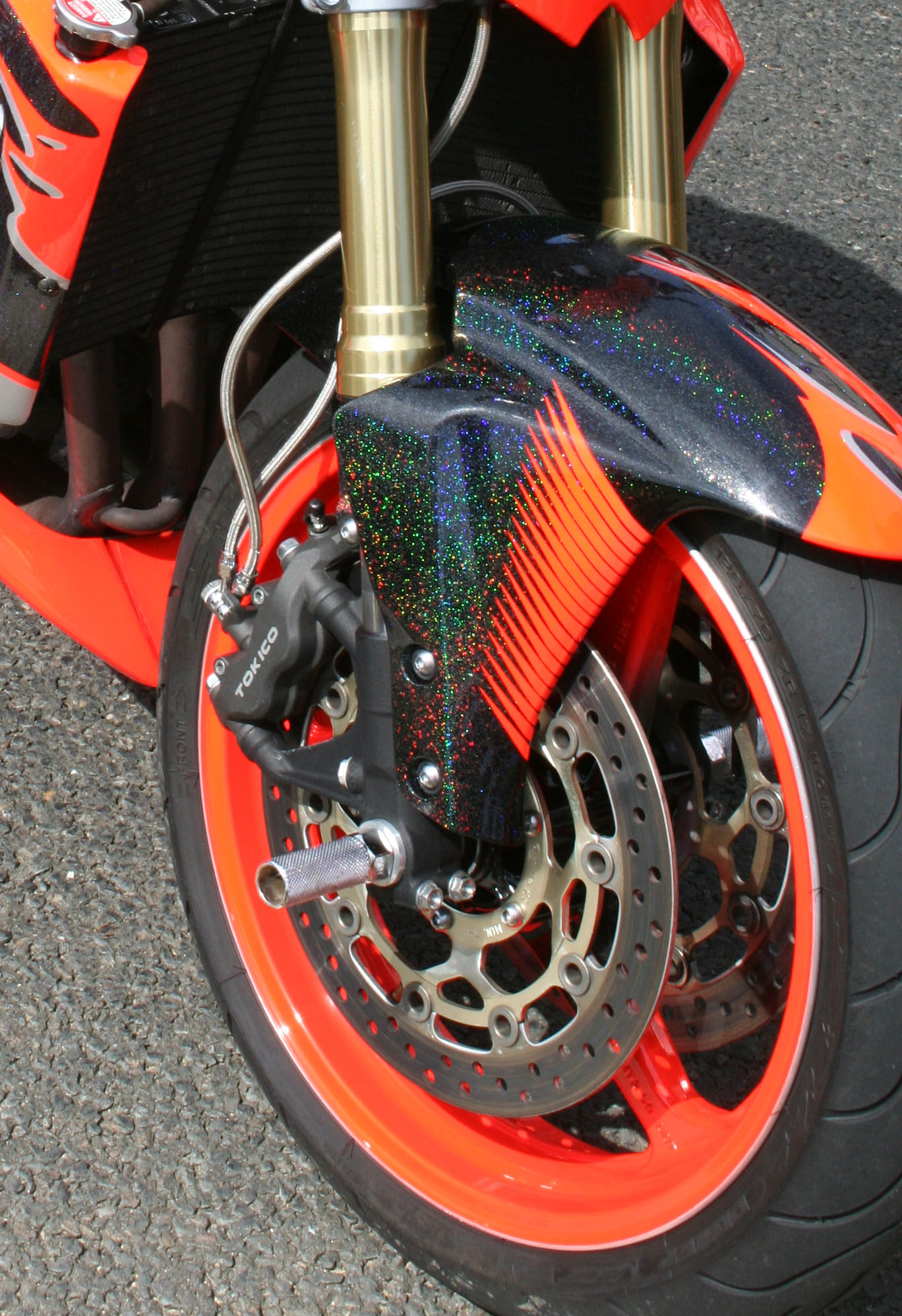
Détail de la roue avant d'une Honda CBR.

Les pegs sont les repose-pieds qui équipent certains modèles de BMX, de moto ou de trottinette, dans le cadre de la pratique du stunt.
Il s'agit le plus souvent de petits tubes métalliques fixés sur les axes de roues et qui permettent aux riders d'exécuter des figures.

## BMX Freestyle
En BMX freestyle, les pegs servent de support de grinds pour le Street et de repose-pieds pour le Flat.